# Zhang Zhijiang
Zhang Zhijiang in cinese 张之江, Wade-Giles Chang Chih-chiang, nome di cortesia Zimin (紫珉), battezzato Paul Zhang (Yanshan, 21 luglio 1882 – Shanghai, 21 giugno 1966) è stato un generale cinese che ha avuto un ruolo preminente nella nascita delle arti marziali moderne in Cina.

## Biografia
Zhang Zhijiang è nato nel 1882 nel villaggio Liulaorencun (留老仁村), nell'area amministrativa di Tengzhuang Zixiang (滕庄子乡), nella contea di Yanshanxian (盐山縣), distretto di Cangzhou (沧州), in provincia di Hebei.
Figlio di un possidente terriero, inizia gli studi classici e le arti marziali sotto la guida del nonno. Partecipa agli esami imperiali.
Nel 1903 viene coscritto nell'esercito della dinastia Qing nel nuovo corpo di armata Jiangwutang (講武堂) delle tre province del Nord-Est e vi fa velocemente carriera.
Nel 1907, invitato da Xu Shichang (徐世昌), studia presso la Scuola per ufficiali del Beiyang (Beiyang Diyi Huncheng Xieshao Guan, 北洋第一混成协哨官), legata a Feng Yuxiang, dove entra in contatto con ufficiali anti mancesi.
Nella primavera del 1910 Zhang Zhijiang e Feng Yuxiang iniziano ad organizzare l'Associazione di Ricerca sullo Studio Marziale (Wuxue Yanjiu Hui, 武学研究会), che riunisce ufficiali contrari alla dinastia Qing, distribuisce scritti che descrivevano la brutalità dei regnanti e promuove gradualmente idee rivoluzionarie.
Nel 1911 partecipa alla rivolta di Luanzhou (Luanzhou Qiyi, 滦州起义) come comandante di cavalleria.
Nel 1916 si converte al Cristianesimo e prende il nome Paul.
nel maggio 1926 assume l'incarico di Comandante in Capo dell'Esercito del Nordovest (Xibei Jun, 西北军), rispondendo solo a Feng Yuxiang.
Nel 1927 contribuisce in maniera determinante alla fondazione dello Zhongyang Guoshu Yanjiu Guan (中央国术研究馆) e nel 1928 e assume l'incarico di dirigerlo con il nuovo nome di Zhongyang Guoshu Guan.
Nel 1933 fonda il Guoli Guoshu Tiyu Shifanzhuan Kexue Jiao (Istituto Statale per lo studio dell'insegnamento dell'arte nazionale e dello sport ai giovani 国立国术体育师范专科学校, che oggi è divenuto l'Università di Educazione Fisica e per la preparazione degli Insegnanti dell'Hebei) e lo dirige.
Nel 1936 seleziona gli atleti per la dimostrazione di Wushu durante le Olimpiadi di Berlino.
Nel 1948 è eletto nella Prima Legislazione della Repubblica Cinese (Zhonghua Minguo 中華民國).
Nel 1949, quando viene istituita la Repubblica Popolare Cinese, viene nominato membro del comitato nazionale.
Nel 1966 muore a Shanghai all'età di 84 anni.